# Торнило (Тексас)
Торнило (енгл. Tornillo) насељено је место без административног статуса у америчкој савезној држави Тексас.

## Демографија
По попису из 2010. године број становника је 1.568, што је 41 (-2,5%) становника мање него 2000. године.
| Група             | 2000.         | 2010.         |
| Белци             | 11 (0,7%)     | 18 (1,1%)     |
| Афроамериканци    | 0 (0,0%)      | 3 (0,2%)      |
| Азијати           | 0 (0,0%)      | 2 (0,1%)      |
| Хиспаноамериканци | 1.595 (99,1%) | 1.547 (98,7%) |
| Укупно            | 1.609         | 1.568         |